# Brzezina (powiat oleśnicki)
Brzezina – wieś w Polsce, położona w województwie dolnośląskim, w powiecie oleśnickim, w gminie Twardogóra.
Wchodzi w skład sołectwa Łazisko.
Do 2024 r. miejscowość była przysiółkiem wsi Łazisko. W latach 1975–1998 Brzezina należała administracyjnie do województwa wrocławskiego.